# Nujabes
Jun Seba (jap. 瀬場 潤 Seba Jun; * 7. Februar 1974 in Tokyo; † 26. Februar 2010 ebenda) war ein japanischer Hip-Hop-Musikproduzent, der unter dem Namen Nujabes (ヌジャベス, [ˈnudʒɑːbɛs]) produzierte.
Er war Besitzer von Tribe Records und Guinness Records sowie von Plattenläden in Shibuya (Tokio) und leitete Hydeout Productions, ein Independent-Label. Er hat in Japan die beiden Alben Metaphorical Music (2003) und Modal Soul (2005) veröffentlicht. Des Weiteren hat er am Soundtrack zu Samurai Champloo mitgewirkt, einem Anime, der im alten Japan spielt, dieses Szenario aber mit modernen Elementen wie Hip-Hop-Musik vermischt.
Neben Features mit japanischen Künstlern wie Uyama Hiroto, Shing02 und Minmi arbeitete er auch mit Musikern der amerikanischen Hip-Hop-Szene wie Cyne, Fat Jon, Apani B-Fly, Five Deez, Substantial, sowie mit dem britischen Rapper Funky DL zusammen. Seine Musik hat starke Cool-Jazz-Einflüsse, die sich in der häufigen Verwendung von Miles-Davis- und Yusef-Lateef-Samples zeigen.
Er verstarb am 26. Februar 2010 bei einem Autounfall. Die Bestätigung dazu kam von seinem selbstgegründeten Label Hydeout Productions sowie dem langjährigen Freund Shing02, der Folgendes sagte:

“Through his soulful music, Nujabes has touched so many people around the world, even beyond his dreams. He was a mysterious character to most as he avoided the public limelight, rarely conducted interviews, so only a few got to know the man behind the signature production. Yet it continued to amaze me how young listeners of all backgrounds learned of his enigmatic name, and expressed support for his music.”

„Durch seine gefühlvolle Musik hat Nujabes so viele Menschen auf der ganzen Welt berührt, sogar jenseits seiner Träume. Er war für die meisten ein mysteriöser Charakter, da er das öffentliche Rampenlicht vermied, und gab selten Interviews, sodass nur wenige den Mann hinter der Signaturproduktion kennenlernten. Doch es verblüffte mich immer wieder, wie junge Zuhörer aller Couleur von seinem rätselhaften Namen erfuhren und sich für seine Musik einsetzten.“

## Diskographie
- 2003: Ristorante Nujabes
- 2003: Hydeout Productions 1st Collection, Hydeout
- 2003: Metaphorical Music, Dimid Recordings
- 2004: Samurai Champloo Music Record – Departure, Victor Entertainment Japan
- 2004: Samurai Champloo Music Record – Impression, Victor Entertainment Japan
- 2005: Modal Soul, Hydeout
- 2008: Modal Soul Classics
- 2007: Hydeout Productions 2nd Collection, Hydeout
- 2009: Mellow Beats, Friends & Lovers
- 2010: Modal Soul Classics II (Dedicated by Nujabes)
- 2011: Spiritual State
- 2014: Free Soul
- 2015: Perfect Circle